# Kanton Joux-la-Ville
Kanton Joux-la-Ville (fr. Canton de Joux-la-Ville) je francouzský kanton v departementu Yonne v regionu Burgundsko-Franche-Comté. Tvoří ho 44 obcí. Zřízen byl v roce 2015.

## Obce kantonu
| - Accolay - Arcy-sur-Cure - Asnières-sous-Bois - Asquins - Bazarnes - Bessy-sur-Cure - Blannay - Bois-d'Arcy - Brosses - Chamoux - Châtel-Censoir - Coulanges-sur-Yonne - Coutarnoux - Crain - Cravant - Dissangis - Domecy-sur-Cure - Festigny - Foissy-lès-Vézelay - Fontenay-près-Vézelay - Fontenay-sous-Fouronnes - Givry | - Joux-la-Ville - Lichères-sur-Yonne - Lucy-sur-Cure - Lucy-sur-Yonne - Mailly-la-Ville - Mailly-le-Château - Merry-sur-Yonne - Montillot - Pierre-Perthuis - Précy-le-Sec - Prégilbert - Sacy - Saint-Moré - Saint-Père - Sainte-Colombe - Sainte-Pallaye - Sery - Tharoiseau - Trucy-sur-Yonne - Vermenton - Vézelay - Voutenay-sur-Cure |